# Movin’ & Groovin’
Movin’ & Groovin’ – debiutancki album studyjny amerykańskiego pianisty jazzowego Horace’a Parlana, wydany z numerem katalogowym BLP 4028 w 1960 roku przez Blue Note Records.

## Powstanie
Materiał na płytę został zarejestrowany 29 lutego 1960 roku przez Rudy’ego Van Geldera w należącym do niego studiu (Van Gelder Studio) w Englewood Cliffs w stanie New Jersey. Produkcją płyty zajął się Alfred Lion.

## Lista utworów
Opracowano na podstawie materiału źródłowego.
Wydanie LP
Strona A
| Nr | Tytuł utworu              | Muzyka                          | Długość |
| -- | ------------------------- | ------------------------------- | ------- |
| 1. | „C Jam Blues”             | Barney Bigard, Duke Ellington   | 5:13    |
| 2. | „On Green Dolphin Street” | Bronisław Kaper, Ned Washington | 5:30    |
| 3. | „Up in Cynthia’s Room”    | Horace Parlan                   | 5:26    |
| 4. | „Lady Bird”               | Tadd Dameron                    | 5:03    |
|    |                           |                                 | 21:12   |

Strona B
| Nr | Tytuł utworu               | Muzyka                         | Długość |
| -- | -------------------------- | ------------------------------ | ------- |
| 1. | „Bag’s Groove”             | Milt Jackson                   | 5:48    |
| 2. | „Stella by Starlight”      | Victor Young, Ned Washington   | 6:04    |
| 3. | „There Is No Greater Love” | Isham Jones, Marty Symes       | 6:43    |
| 4. | „It Could Happen to You”   | Jimmy Van Heusen, Johnny Burke | 3:18    |
|    |                            |                                | 21:53   |

## Twórcy
Opracowano na podstawie materiału źródłowego.
Muzycy:
- Horace Parlan – fortepian
- Sam Jones – kontrabas
- Al Harewood – perkusja

Produkcja:
- Alfred Lion – produkcja muzyczna
- Rudy Van Gelder – inżynieria dźwięku
- Reid Miles – projekt okładki
- Francis Wolff – fotografia na okładce
- Leonard Feather – liner notes